# Дитхарт, Томас
Томас Дитхарт (нем. Thomas Diethart; род. 25 февраля 1992 года, Тульн-на-Дунае) — австрийский прыгун с трамплина, победитель Турне четырёх трамплинов.
Завершил карьеру в апреле 2018 года. В 2021 году вновь стал выступать, но не на уровне Кубка мира.

## Биография
Заниматься прыжками Томас Дитхард начал в пятилетнем возрасте, причём для этого ему приходилось вместе с отцом ежедневно преодолевать 200 километров до спортивной школы. Вскоре он был принят в спортивный интернат Skigymnasium в Штамсе.
В начале 2011 года австриец дебютировал на Кубке мира, причём сделал это на этапе Турне четырёх трамплинов в Инсбруке, где сразу набрал три кубковых очка, которые полагались за 28-е место. Следующие два года Дитхард провел вне состава основной сборной Австрии.
В декабре 2013 года Томас был вызвал в состав сборной, чтобы заменить Томаса Моргенштерна, который при падении на этапе в Титизе-Нойштадте сломал палец на руке. Неожиданно Дитхард показал высокие результаты на этапе в швейцарском Энгельберге, заняв четвёртое и шестое места. Это позволило войти ему в состав сборной на Турне четырёх трамплинов. Уже на его первом этапе Томас впервые покорил личный подиум, став третьим, а на втором этапе, который проходил в Гармиш-Партенкирхене одержал и первую победу, выйдя в лидеры общего зачёта Турне. Помимо второго этапа, австриец выиграл заключительный старт, который проходил в Бишофсхофене, сенсационно выиграв Турне четырёх трамплинов. Этот успех принёс Дитхарту право выступить в составе австрийской команды на Олимпиаде в Сочи.